# 나카쓰역 (한큐 전철)
나카쓰역(일본어: 中津駅, なかつえき)은 일본 오사카부 오사카시 기타구 나카쓰 3초메에 있는 한큐 전철의 역이다. 역 번호는 HK-02이다.
한큐의 각 역 중에서도 승강장의 폭이 좁은 것으로 알려졌다. 각 역에 붙어 있는 줄 서기 승차를 위한 "승차 위치 표시"의 스티커나 게시는 없다. 정차하는 것은 고베 본선은 보통 열차만 서고 다카라즈카 본선은 보통 열차와 평일 러시아워 시간대만 준급행을 운행한다. 교토 본선은 각역정차를 포함한 전 열차 정차하지 않는다.(5.6번 선에는 플랫폼이 없음)
또한, 과거에 존재했던 한신 전기철도 도호쿠 오사카 선 나카쓰 역에 대해서도 본 문서에서 기술한다.

## 이용 가능 철도 노선
- 한큐 전철
  - 고베 본선(보통 열차만 정차)
  - 다카라즈카 본선(보통 열차와 준급이 정차)

오사카 시영 지하철 미도스지 선에도 동명의 나카쓰 역이 있지만 300m 정도 떨어져 있어 환승에는 부적합하다. 미도스지 선과 환승하려면 우메다 역이나 미나미카타역(미도스지 선은 니시나카지마미나미가타 역)을 이용하게 된다.
또, 본 역에 있는 구간은 한큐 전철의 주요 세 노선(고베 본선・다카라즈카 본선・교토 본선)이 보통 주행하고 있지만 교토 본선이 철길에 대해서는 나중에 지은 것으로 용지 사정에 의한 플랫폼이 없고 보통 열차를 포함한 전 열차가 통과한다(시간표와 노선도에도 본 역에서의 기술은 없다.).
과거에는 역 서쪽의 국도 제176호선 위에 한신 기타오사카 선 나카쓰 역이 있었지만, 노선 폐지로 현존하지 않는다.

## 역사
- 1914년 8월 19일: 한신 전기철도 도호쿠 오사카 선 개통.
- 1925년 11월 4일: 한신 급행 전철(현, 한큐 전철) 나카쓰 역 영업 개시.
- 1926년 7월 5일: 우메다 ~ 주소 역 구간에 고가선 준공으로 한신 급행 전철 나카쓰 역이 선로별 복복선 고가역이 됨.
- 1928년 10월 23일: 한신 기타오사카 선 나카쓰 역 개업.
- 1975년 5월 6일: 한신 전기철도 도호쿠 오사카 선이 폐지됨과 동시에 동선의 나카쓰 역도 폐지됨.
- 2013년 12월 21일: 역 번호(HK-02)가 도입됨.

## 역 구조
섬식 승강장 2면 4선의 고가역이다. 서쪽의 1,2번선을 고베 본선이 동쪽의 3,4번선을 다카라즈카 본선이 사용한다.
개찰구는 승강장의 바로 밑에 위치하고, 우메타 방향의 1개소 뿐이다.
주소 역 9번 선(입환선)이 한때 사용 정지된 데 따른 해당역의 우메다 방향에 고베 본선 ~ 다카라즈카 본선 간의 이동선이 설치됐었만 9번 선의 사용 재개에 따라 2010년 10월을 마지막으로 철거되었다. 이 건늠선은 우메다 역 장내 신호기의 안쪽에 위치하여, 우메타 역 구내에서 취급되고 있었다.
당역은 분기기, 절대 신호를 가지지 않는 정류소이다.

### 승강장
| 번호 | 노선              | 방향 | 행선                                                                      |
| ---- | ----------------- | ---- | ------------------------------------------------------------------------- |
| 1    | ■ 고베 본선       | 하행 | 고베 산노미야・니시노미야키타구치・신카이치・니가와・교토(주소 환승) 방면 |
| 2    | ■ 고베 본선       | 상행 | 우메다 행                                                                 |
| 3    | ■ 다카라즈카 본선 | 하행 | 다카라즈카・이시바시・미노오・교토(주소 환승) 방면                        |
| 4    | ■ 다카라즈카 본선 | 상행 | 우메다 행                                                                 |

## 이용 현황
2015년도의 특정일에서 1일 승하차 인원은 11,182명이다。
최근의 이용 상황은 아래 표와 같다.
| 연도   | 특정일     | 특정일   | 1일 평균 승차 인원 | 출처   |
| 연도   | 승하차인원 | 승차인원 | 1일 평균 승차 인원 | 출처   |
| ------ | ---------- | -------- | ------------------ | ------ |
| 1990년 | 16,268     | 7,050    | 7,571              | [ 4 ]  |
| 1991년 | -          | -        | 9,120              |        |
| 1992년 | 15,868     | 6,936    | 8,285              | [ 5 ]  |
| 1993년 | -          | -        | 8,500              |        |
| 1994년 | -          | -        | 7,196              |        |
| 1995년 | 14,078     | 5,547    | 6,763              | [ 6 ]  |
| 1996년 | 13,612     | 5,405    | 7,973              | [ 7 ]  |
| 1997년 | 13,186     | 5,405    | 6,931              | [ 8 ]  |
| 1998년 | 12,878     | 5,348    | 5,708              | [ 9 ]  |
| 1999년 | -          | -        | 5,574              |        |
| 2000년 | 11,718     | 4,940    | 5,484              | [ 10 ] |
| 2001년 | 11,271     | 4,741    | 5,127              | [ 11 ] |
| 2002년 | 11,139     | 4,604    | 4,919              | [ 12 ] |
| 2003년 | 10,998     | 4,628    | 4,860              | [ 13 ] |
| 2004년 | 10,979     | 4,586    | 4,766              | [ 14 ] |
| 2005년 | 10,812     | 4,443    | 5,055              | [ 15 ] |
| 2006년 | 11,074     | 4,586    | 4,761              | [ 16 ] |
| 2007년 | 11,023     | 4,443    | 4,889              | [ 17 ] |
| 2008년 | 11,185     | 4,617    | 4,905              | [ 18 ] |
| 2009년 | 11,080     | 4,591    | 5,030              | [ 19 ] |
| 2010년 | 11,179     | 4,698    | 5,010              | [ 20 ] |
| 2011년 | 10,723     | 4,526    | 5,040              | [ 21 ] |
| 2012년 | 10,987     | 4,640    | 4,976              | [ 22 ] |
| 2013년 | 10,880     | 4,570    | 5,196              | [ 23 ] |
| 2014년 | 10,924     | 4,685    | 5,140              | [ 24 ] |
| 2015년 | 11,182     | 4,792    | 5,409              | [ 2 ]  |

## 역 주변
- 오사카 부 제생회 나카쓰 병원
- 오사카 부 오요도 경찰서
- 오요도 세무서
- 오사카 기타 우체국
- 오사카 나카쓰 우체국
- 오사카 나카쓰로쿠 우체국
- 나카쓰 중앙 공원
- 헤이세이 의료 학원 전문학교
- 오사카 시립 나카쓰미나미 초등학교
- 오사카 시 교통국 나카쓰 영업소
- 기타 스포츠 센터
- 국도 제176호선
- 신우메다 시티
- 그랑 프론트 오사카

## 사진

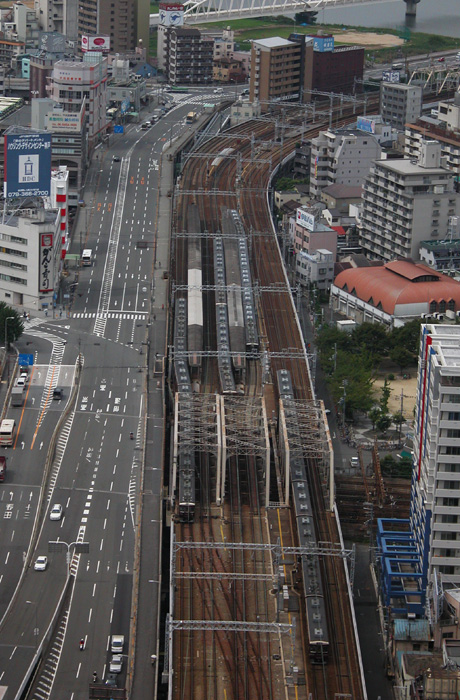
위에서 본 나카쓰 역 전경
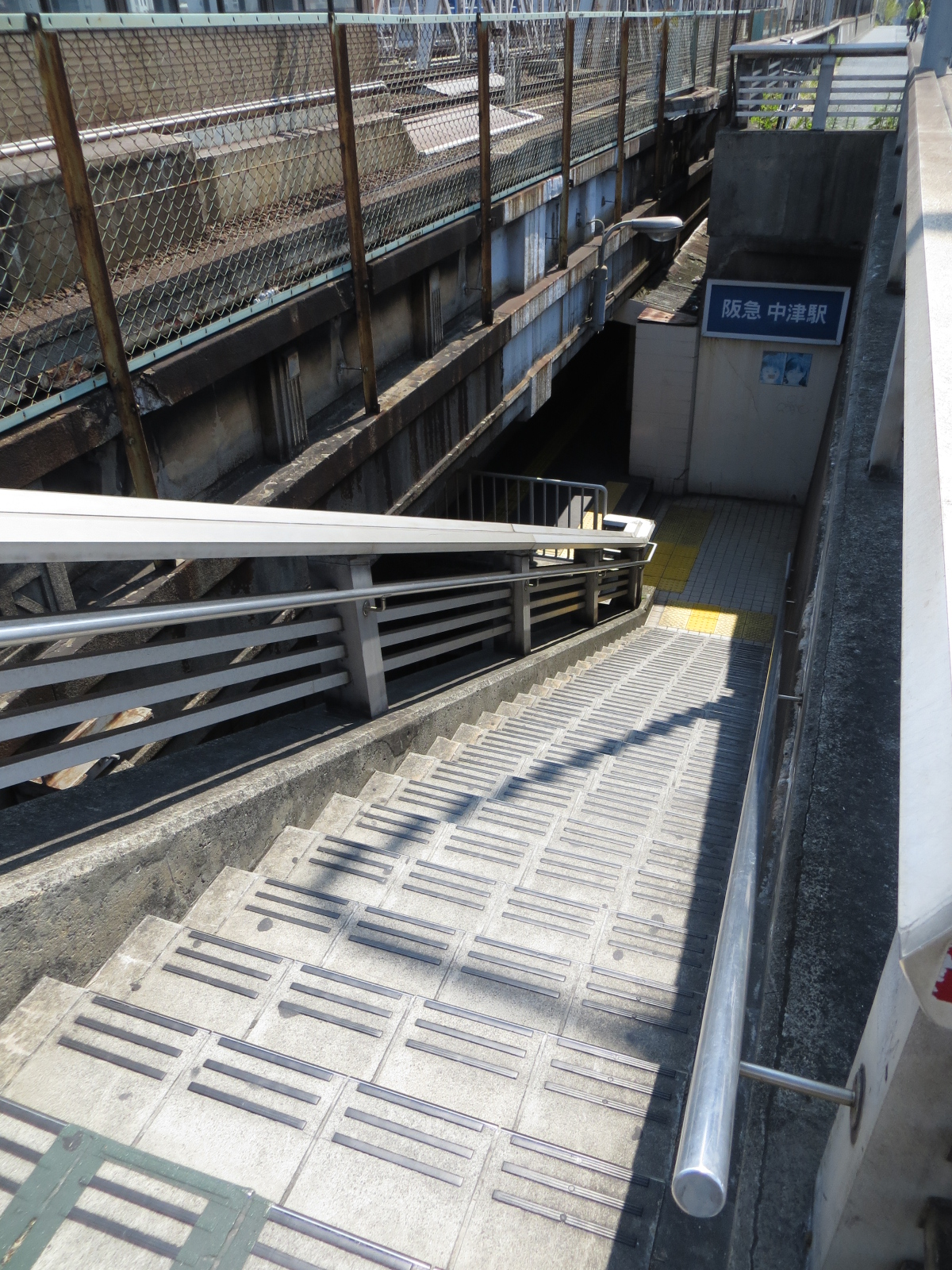
서쪽 출입구
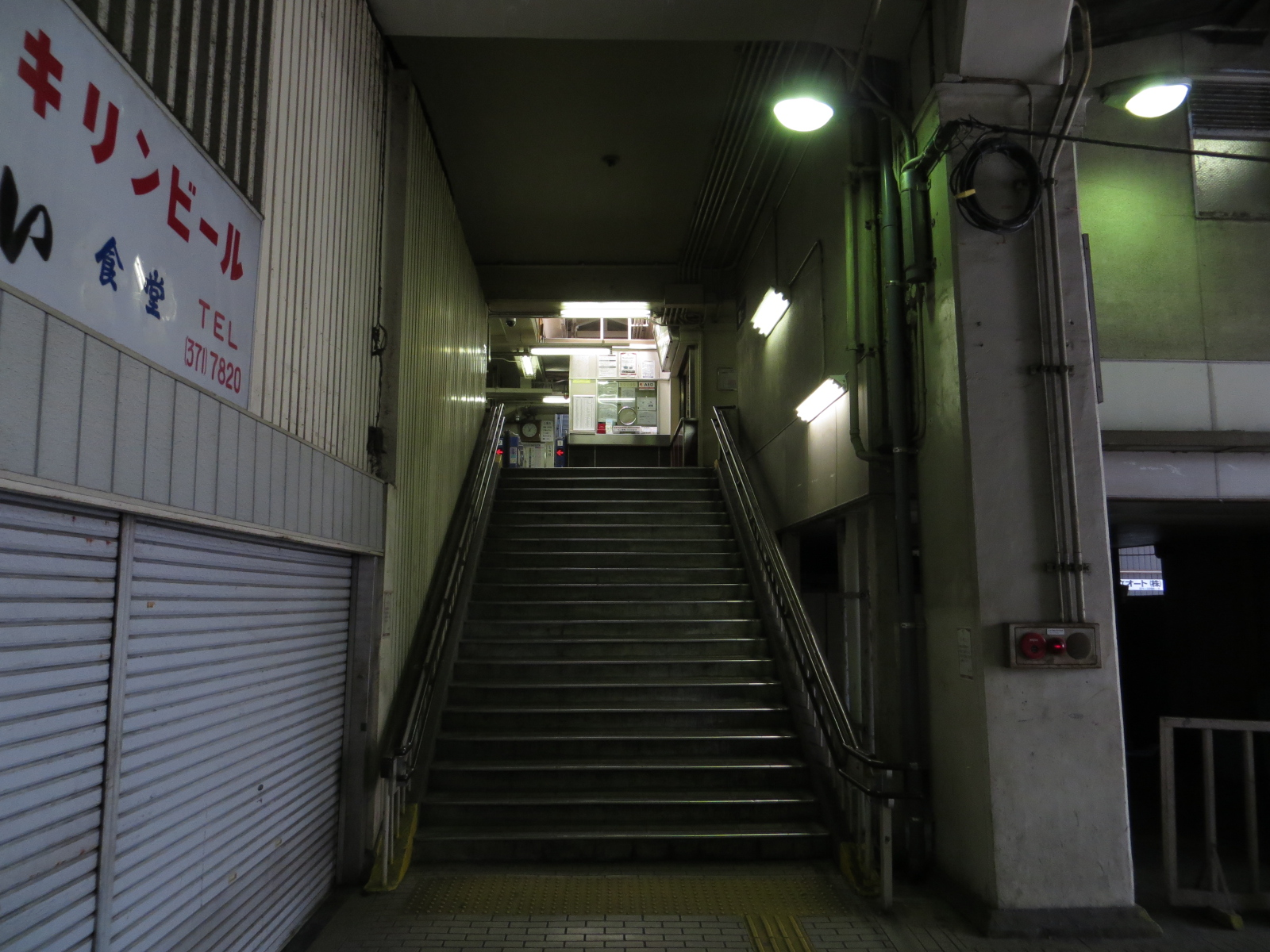
동쪽 출입구
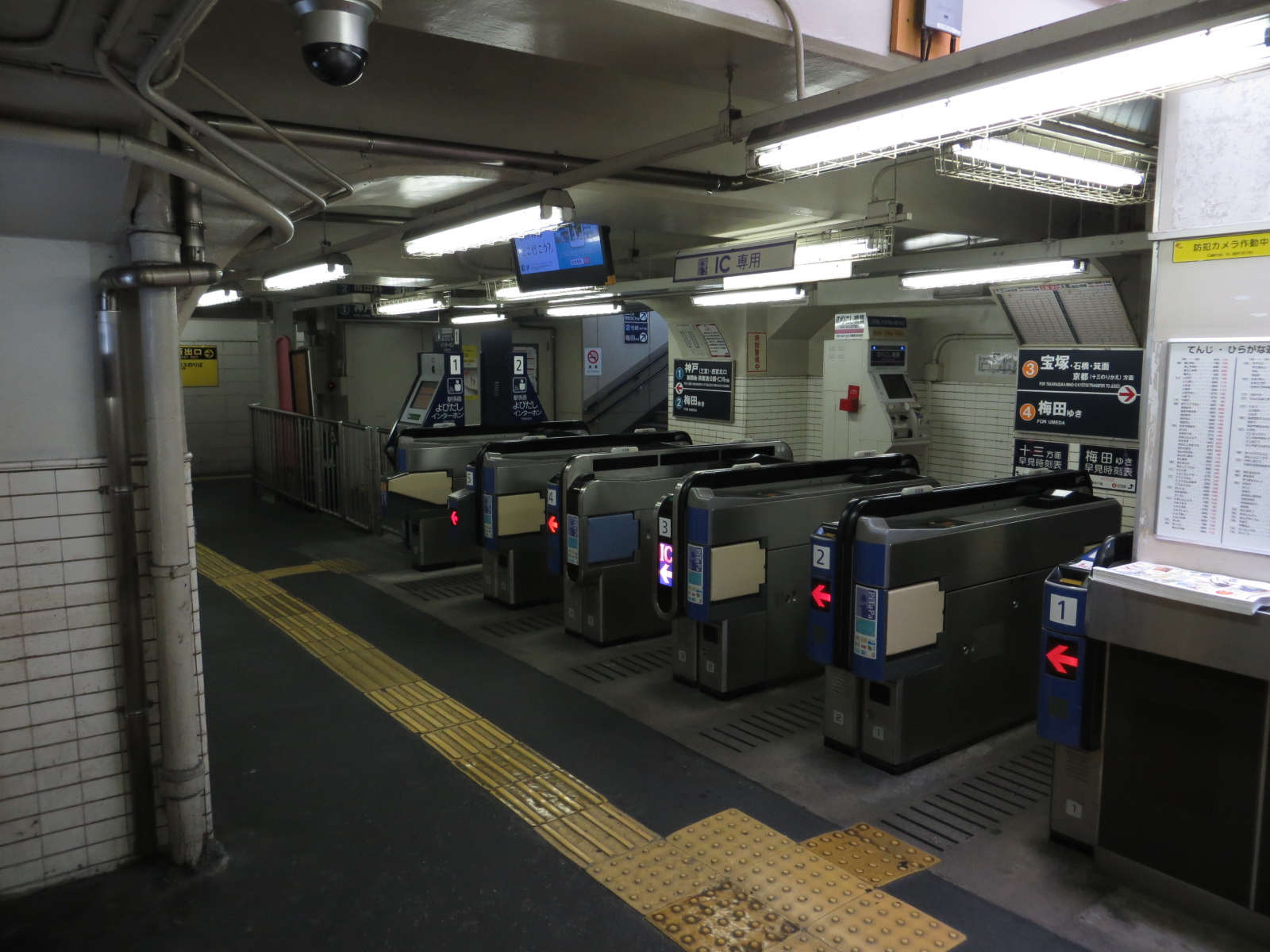
개찰구
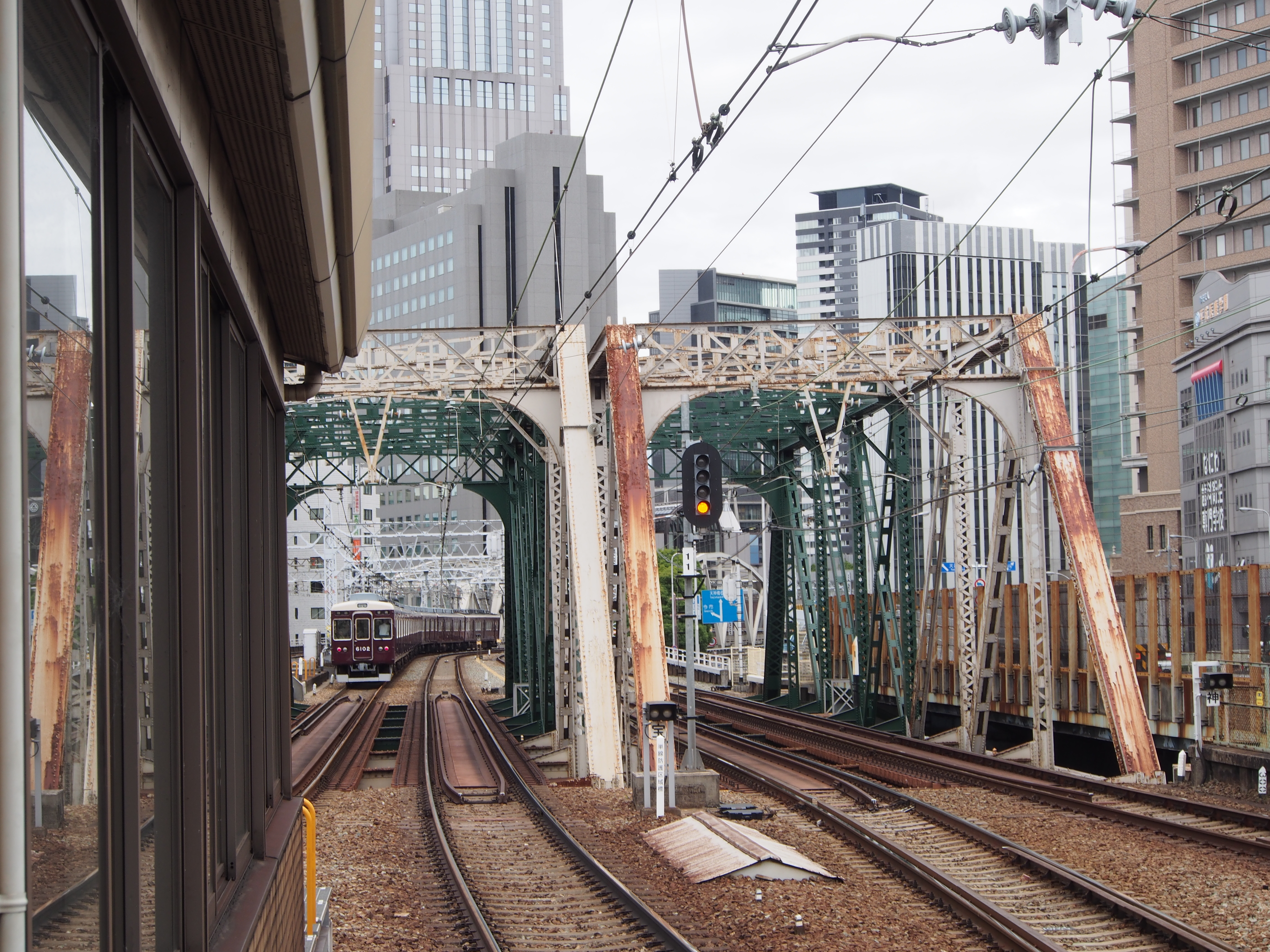
역에서 보이는 교량
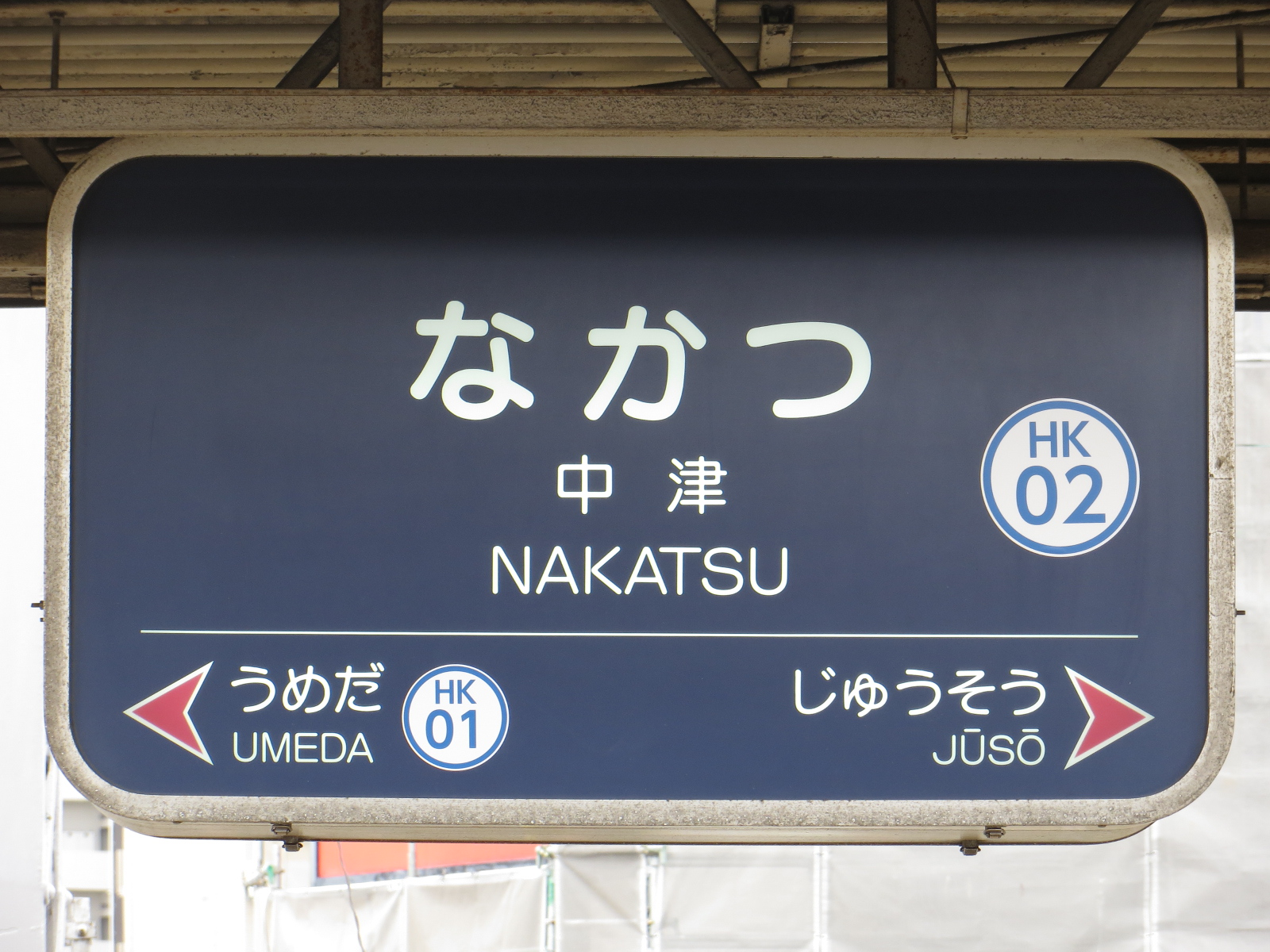
역명판

## 인접역
| 한큐 전철 ■ 고베 본선       | 한큐 전철 ■ 고베 본선 | 한큐 전철 ■ 고베 본선         |
| --------------------------- | --------------------- | ----------------------------- |
| HK-01 우메다 우메다 방면    | ■ 보통                | 주소 HK-03 고베 산노미야 방면 |
| 한큐 전철 ■ 다카라즈카 본선 |                       |                               |
| HK-01 우메다 우메다 방면    | ■ 준급 ■ 보통         | 주소 HK-03 다카라즈카 방면    |